# Симфония № 1 (Чайковский)
Симфония № 1 соль минор, соч. 13 «Зимние грёзы» — симфония Петра Ильича Чайковского. Создана в марте — ноябре 1866 года. Это не только первая русская классическая симфония, но и первое лирико-психологическое произведение в жанре симфонии в русской музыке.
Впервые исполнена под управлением Н. Г. Рубинштейна 6 февраля 1867 года в Москве.

## История создания
Симфония «Зимние грёзы» была первым произведением, написанным композитором после переезда в Москву. Она создавалась в период с весны по лето 1866 года. Брат композитора, Модест Чайковский писал об этом событии:
Ни одно произведение не давалось ему ценой таких усилий и страданий.
Эскизы симфонии были готовы в мае 1866 года. Из переписки композитора с близкими известна хронология работы над симфонией. Так, в одном из июньских писем этого года Чайковский сообщал, что начал оркестровать симфонию. Но летом он, по свидетельству всё того же Модеста, стал более мрачным, чаще прежнего совершал прогулки в одиночестве. Он работал не только днём, но и по ночам, в результате чего его нервная система совершенно расстроилась.
Чайковский решил показать ещё не оконченное произведение в Петербурге А. Рубинштейну и Н. Зарембе. Им симфония не понравилась, и такое отношение оскорбило молодого композитора. Партитуру композитор завершил в ноябре после переезда в Москву.
Вторая редакция симфонии Чайковского понравилась Николаю Рубинштейну, и вскоре в одном из концертов Русского музыкального общества он исполнил скерцо из симфонии. Потом, в Петербурге, под его же управлением прозвучало адажио.
Целиком симфония впервые была исполнена под управлением Н. Г. Рубинштейна 6 февраля 1867 года в Москве. Московская публика горячо приняла симфонию, но настроенный очень самокритично Чайковский не был удовлетворён своим творением. Поэтому он сделал третью редакцию симфонии в 1874 году. Именно в этой версии симфония была издана П. И. Юргенсоном в 1875 году.

## Состав оркестра

#### Деревянные духовые:флейта пикколо; двефлейты; двагобоя;двакларнета(A, B); двафагота
Медные духовые: четыре валторны (Es, F); две трубы (C, D); три тромбона; туба
Ударныелитавры; тарелки; большой барабан
СтрунныеI и II скрипки; альты; виолончели; контрабасы

## Структура произведения
1. «Грёзы зимнею дорогой». Allegro tranquillo g-moll.  Образы вступления этой части напоминали советскому музыковеду Давиду Рабиновичу мелодию Первой части Симфонии ми-бемоль мажор Чайковского.
2. «Угрюмый край, туманный край». Adagio cantabile ma non tanto
3. Скерцо. Allegro scherzando giocoso
4. Финал. Andante lugubre.

## Известные аудиозаписи
1947 — Большой симфонический оркестр Всесоюзного радио и телевидения, дирижёр — Николай Голованов.
1965 — Лондонский симфонический оркестр, дирижёр — Антал Дорати.
1967 — Государственный академический симфонический оркестр СССР, дирижёр — Евгений Светланов.
1976 — Лондонский филармонический оркестр, дирижёр — Мстислав Ростропович.
1979 — Берлинский филармонический оркестр, дирижёр — Герберт фон Караян.
1979 — Королевский оркестр Консертгебау, дирижёр — Бернард Хайтинк.
1984 — Большой симфонический оркестр Всесоюзного радио и телевидения, дирижёр — Владимир Федосеев.
1985 — Филармонический оркестр Осло, дирижёр — Марис Янсонс.
1985 — Королевский оркестр Консертгебау, дирижёр — Рикардо Шайи.
1990 — Государственный академический симфонический оркестр СССР, дирижёр — Евгений Светланов.
1991 — Большой симфонический оркестр Всесоюзного радио и телевидения, дирижёр — Владимир Федосеев.
1991 — Чикагский симфонический оркестр, дирижёр — Клаудио Аббадо.
1995 — Российский национальный оркестр, дирижёр — Михаил Плетнёв.
2007 — Шотландский симфонический оркестр ВВС, дирижёр — Илан Волков. (Первая и единственная на сегодняшний день запись первоначальной редакции симфонии!)
2008 — Мельбурнский симфонический оркестр, дирижёр — Олег Каэтани.
2010 — Королевский оркестр Консертгебау, дирижёр — Владимир Юровский.
2011 — Лондонский симфонический оркестр, дирижёр — Валерий Гергиев.